# 交告尚史
交告 尚史（こうけつ ひさし、1955年 - ）は、日本の法学者。専門は行政法、環境法。法政大学教授、東京大学名誉教授。総務省行政不服審査会委員、東京都食品安全審議会委員。日本公法学会理事。

## 経歴
- 1955年 - 岐阜県に生まれる
- 1979年 - 神戸大学法学部卒業
- 1981年 - 神戸大学大学院法学研究科博士前期課程修了（法学修士）
- 1985年 - 神戸大学大学院法学研究科博士後期課程単位取得満期退学
- 1985年 - 神戸商科大学商経学部助手
- 1986年 - 神戸商科大学商経学部専任講師
- 1990年 - 神戸商科大学商経学部助教授
- 1993年 - 神奈川大学法学部助教授
- 1997年 - スウェーデン・ウプサラ大学法学部客員研究員（1年間）
- 2000年 - 神奈川大学法学部教授
- 2000年 - 博士（法学）（神戸大学、学位論文「処分理由と取消訴訟」）
- 2003年 - 東京大学大学院法学政治学研究科教授
- 2017年 - 東京大学名誉教授、法政大学大学院法務研究科教授

## 著書
- 『処分理由と取消訴訟』（勁草書房、2000年）

## 共編著
- （椎名慎太郎・村上順・安達和志）『ホーンブック新行政法』（北樹出版，2002年）
- （臼杵知史・前田陽一・黒川哲志）『環境法入門』（有斐閣，2005年）
- （小早川光郎・宇賀克也・斎藤誠・山本隆司・太田匡彦）『上級行政法』（有斐閣，2006年）
- （高木光・占部裕典・北村喜宣・中川丈久）『行政法学の未来に向けて-阿部泰隆先生古稀記念』（有斐閣，2012年）

## 論文
- 「大規模施設と司法審査――原発訴訟を念頭において」（公法研究53号195-204頁、1991年）
- 「国賠法1条の公務員――福祉行政における民間委託に着目して」（神奈川法学30巻2号75-100頁、1995年）